# Francisco Santa Cruz Pacheco
Francisco Santa Cruz Pacheco (Oriola, 11 de maig de 1797 - Madrid, 31 d'agost de 1883) fou un polític valencià, diputat a Corts i ministre durant el regnat d'Isabel II d'Espanya.

## Biografia
Ideològicament liberal, el 1820 va formar part de la Milícia Nacional i participà activament durant el Trienni Liberal, raó per la qual després de l'arribada dels Cent Mil Fills de Sant Lluís es va amagar a Griegos (província de Terol).
Després de les revoltes liberals del 1840 fou cap polític de la Junta de Govern de Terol fins al 1843. En 1851 i 1853 fou elegit diputat pel districte d'Albarrasí dins les files del Partit Progressista. Durant el tercer govern de Baldomero Espartero fou Ministre de la Governació (1854-1855) i d'Hisenda (1856). Durant el seu mandat va salvar el greu crebant de la Hisenda pública gràcies a una operació de crèdit que li va permetre amortitzar bona part del Deute públic, sostenir els valors públics i baixar la taxa de descompte en un 2 per cent. La crisi política d'estiu de 1856 va provocar la caiguda del govern i la seva dimissió.
En 1858 fou novament diputat per Albarrasí, escó al que va renunciar quan fou nomenat el mateix any senador vitalici, i va donar suport al nou govern de Leopoldo O'Donnell, raó per l qual fou nomenat president del Tribunal de Comptes i en 1863 governador del Banc d'Espanya, càrrec que va mantenir fins a 1866.
Va donar suport a la revolució de 1868 i fou elegit diputat per Terol a les eleccions generals espanyoles de 1869 i 1871, i senador i president del Senat en 1871 i 1872. En el Congrés va donar suport la unitat religiosa i va jurar lleialtat al nou rei Amadeu I d'Espanya.
Quan es va produir la restauració borbònica va donar suport al nou rei i va dirigir al sector centralista del nou Partit Liberal. A les eleccions generals espanyoles de 1876 fou escollit novament diputat per Terol, però deixà l'escó quan fou nomenat novament senador vitalici.